# الیکایی چمنی نوک‌کلفت
الیکایی چمنی نوک‌کلفت (نام علمی: Amytornis modestus) نام یک گونه از سرده الیکایی چمنی است.